# Tagum
Tagum é um cidade de  primeira classe de renda da cidade (d) na província Davao do Norte, nas Filipinas. De acordo com o censo de 1 de maio  de  2020 possui uma população de 296 202 pessoas e 71 377 domicílios.